# Grand Hôtel de l'Indépendance
Le Grand Hôtel de L'Indépendance (ou Hôtel GHI), anciennement Hôtel de France, est un hôtel du centre-ville de Conakry, en république de Guinée. L'hôtel a ouvert ses portes en 1954 sous le nom d'Hôtel de France, avec un design moderniste pour l'époque. Il a été rebaptisé Grand Hôtel de L'Indépendance lorsque la Guinée a obtenu son indépendance en 1958. L'hôtel a été entièrement rénové en 1996, exploité sous la direction de Novotel jusqu'en 2013.

## Histoire
L'hôtel a été construit pendant la période coloniale française en 1953 et 1954 comme premier projet de l'atelier LWD, avec les architectes Guy Lagneau, Michel Weill et Jean Dimitrijevic,. Il était situé en face de la résidence du maire. L'hôtel s'appelait à l'origine l'Hôtel de France, rebaptisé Grand Hôtel de l'Indépendance en 1958 lorsque la Guinée est devenue indépendante de la France.
L'hôtel a reçu le nom de Novotel en 1996, après d'importantes rénovations.

## Structure
Le bâtiment d'origine était un long bâtiment de sept étages, soutenu par des piliers, avec un restaurant situé dans un pavillon circulaire. L'intérieur et le mobilier ont été dessinés par Charlotte Perriand et Jean Prouvé en 1953. La conception des pièces a permis une ventilation naturelle. Prouvé a créé la façade du restaurant, qui se compose d'écrans qui s'ouvrent sur la mer, et Perriand a utilisé son expérience dans les climats humides avec les salles intérieures. Mathieu Matégot s'est chargé de la décoration.

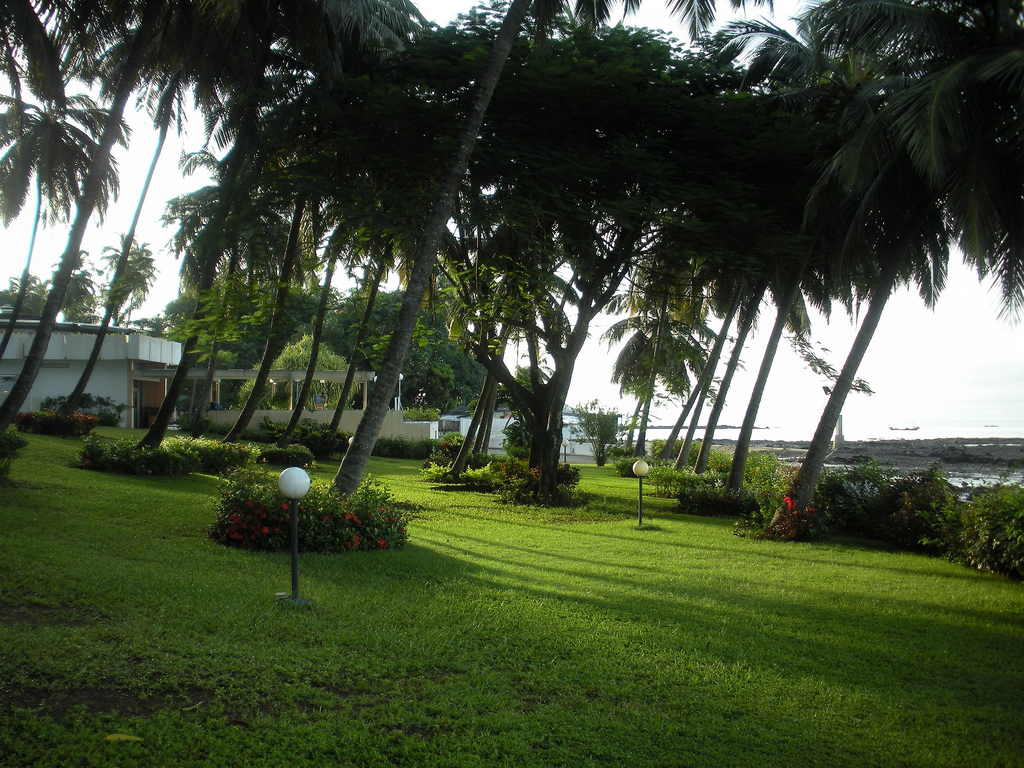
Novotel Conakry

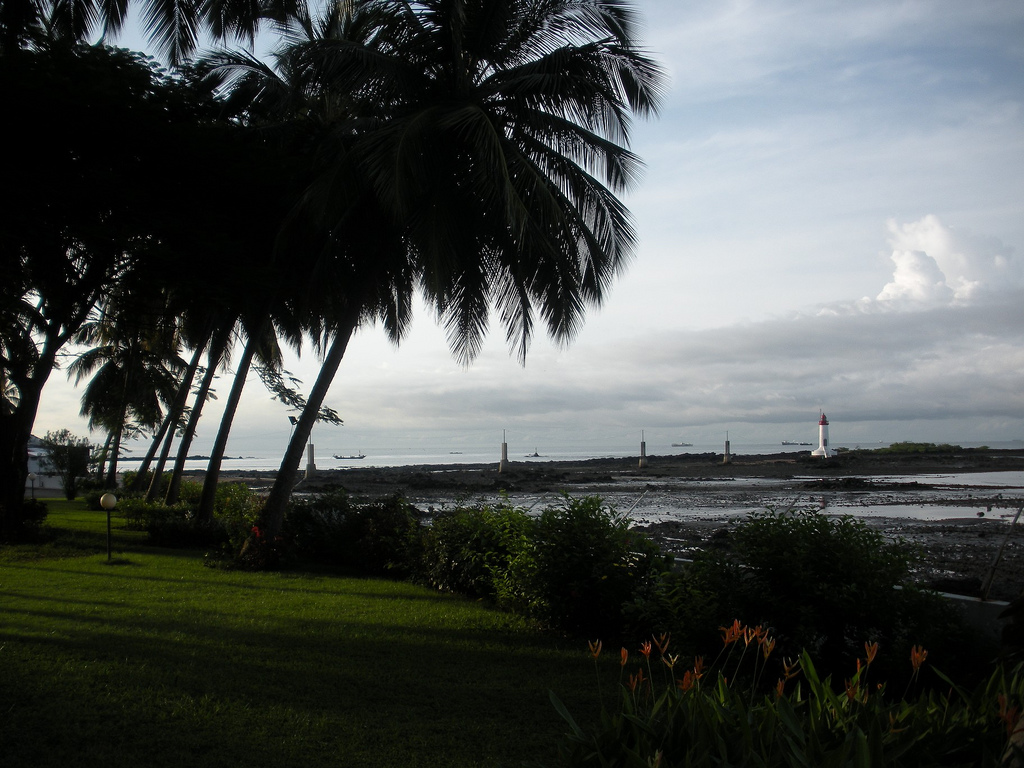
Novotel Conakry

Après rénovation, l'hôtel GHI est l'un des plus grands hôtels du pays, avec 12 étages dans la nouvelle aile ouest. Il est situé à proximité du Palais Présidentiel, du Musée National de Sandervalia et du Palais du Peuple. L'hôtel dispose de 196 chambres, deux restaurants, deux bars et cinq salles de conférence utilisées pour les réunions et séminaires. Le restaurant Côte Jardin sert une cuisine internationale et la Côte Mer propose une cuisine française. Les bars de l'hôtel sont Baffila et Sorro.